# Euller Elias de Carvalho
Euller Elias de Carvalho (n. 15 martie 1971, Felixlândia, Minas Gerais, Brazilia) este un fost fotbalist brazilian.
Între 2000 și 2001, Euller a jucat 7 meciuri și a marcat 3 goluri pentru echipa națională a Braziliei.

## Statistici
| Brazilia | Brazilia | Brazilia |
| An       | Meciuri  | Goluri   |
| -------- | -------- | -------- |
| 2000     | 1        | 1        |
| 2001     | 6        | 2        |
| Total    | 7        | 2        |